# Die Welt der Wunderlichs

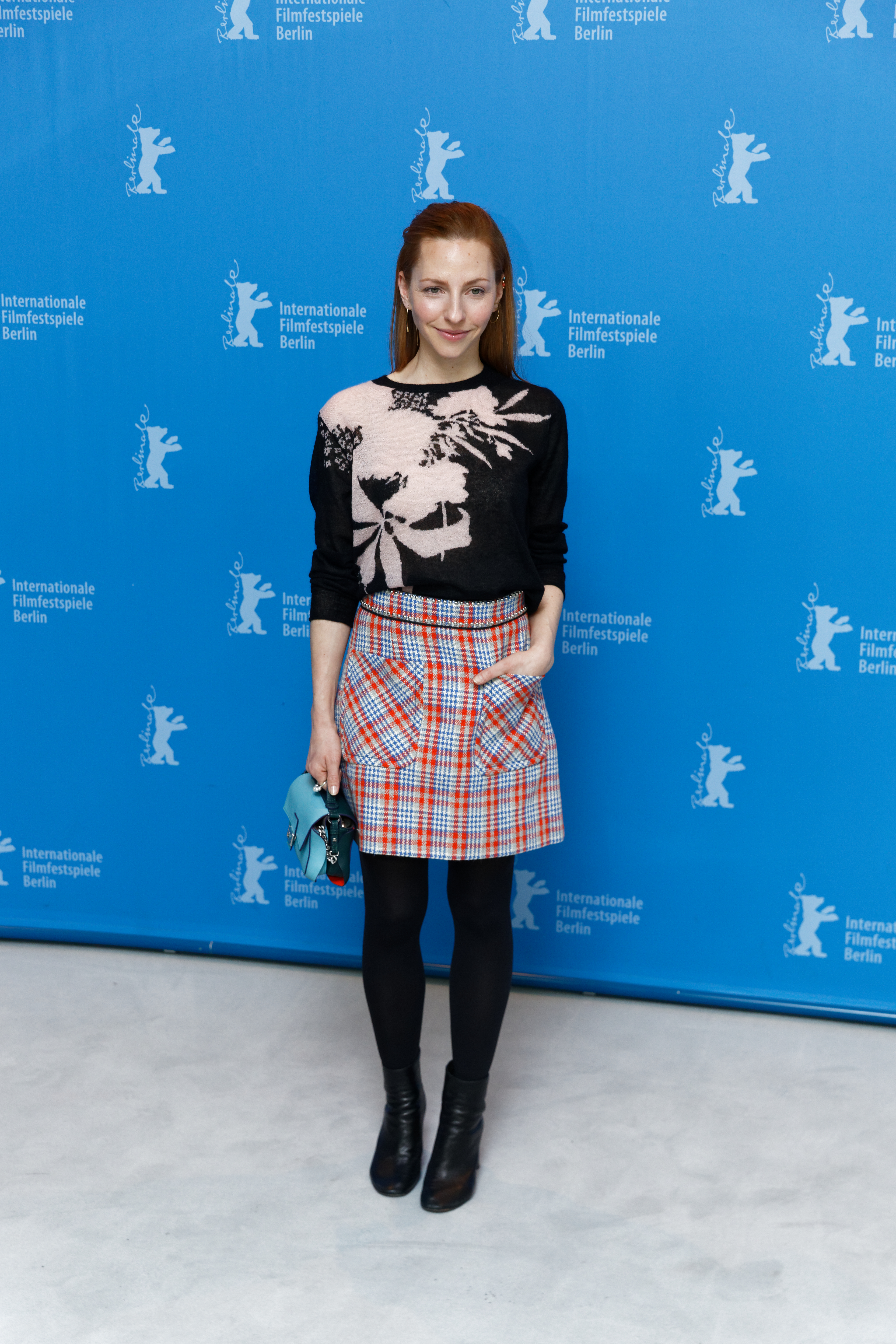
Katharina Schüttler spielt in der Hauptrolle Mimi Wunderlich (Foto von 2017)

Die Welt der Wunderlichs ist eine deutsch-schweizerische Filmkomödie von Dani Levy aus dem Jahr 2016. Der Film hatte am 29. Juni 2016 auf dem Filmfest München Premiere und kam am 13. Oktober 2016 in die deutschen Kinos. Der Film wurde im Fernsehprogramm erstmals am 10. November 2019 im Ersten ausgestrahlt.

## Handlung
Mimi Wunderlich ist eine alleinerziehende Mutter, die von ihrem überdrehten Sprössling ganz schön auf Trab gehalten wird. Immer wieder wird sie wegen Sohn Felix in die Schule gerufen, wenn dieser etwas angestellt hat, weshalb sie eines Tages ihren Job in einem Elektronikmarkt verliert. Auch ihre restliche Familie setzt ihr zu. Ihr Vater ist manisch-depressiv und versetzt für seine Wetteinsätze schon mal die Play Station seines Enkels. Er versucht sich seiner Behandlung zu entziehen und möchte die psychiatrische Klinik am liebsten sofort verlassen. Ihre stets leidklagende Mutter war einmal eine erfolgreiche Schlagersängerin, jetzt schafft sie es kaum aus ihrem Bett heraus. Mimis Schwester Manuela arbeitet in einem Friseursalon und ist eine selbstbezogene Trinkerin. Ab und zu nimmt Mimis Ehemann, ein abgehalfterter und drogenkonsumierender Ex-Rockstar, Felix zu sich. Früher sang Mimi in der Band ihres Mannes, jetzt spielt sie nur noch Felix ab und zu etwas vor.
Dann bekommt Mimi eine Einladung zur Casting-Show „Second Chance“, zu der sie Felix heimlich angemeldet hat. Dazu muss sie nach Zürich fliegen. Doch erst einmal landet mit ihrer Familie in der Notaufnahme, nachdem Felix bei seinem Vater einen Drink zu sich genommen hat. Um doch noch an der Show teilzunehmen, begibt sie sich mit den anderen auf einen Road Trip in die Schweiz. Dies birgt bei dieser Zusammensetzung der Gruppe natürlich allerlei Konfliktpotential. Schließlich fährt Mimi mit dem Wohnmobil ihres Mannes allein nach Zürich, um ihre große Chance selbst in die Hand zu nehmen. Doch die Familie folgt ihr abermals. Mimi beginnt ihren Auftritt, ruft aber dann ihren Mann auf die Bühne und singt dann ein nicht abgesprochenes Lied. Die Menge tobt, doch es gibt Probleme mit den Abstimmungsergebnissen, da Felix versucht hat, das Ergebnis zugunsten seiner Mutter zu beeinflussen. Die Show hat ihren handfesten Skandal. Zur gleichen Zeit kann Manuela am Veranstaltungsort ihren Vater retten, der sich mit Tabletten das Leben nehmen wollte.
Mimi wird wegen Betrugs vom Finaleinzug disqualifiziert, ihr Lied geht aber im Internet viral und verschiedene Plattenfirmen haben Interesse an ihrer Musik. Die Gruppe fährt zurück nach Deutschland. Mit ihrem Mann und Felix gibt es wieder eine familiäre Harmonie. Es scheint, als habe die Reise in die Schweiz eine positive Wirkung auf all die familiären Konflikte gehabt.

## Produktion
Der Film wurde vom 9. Oktober 2015 bis zum 24. November 2015 gedreht. Drehort war neben Mannheim die Stadt Pforzheim, wo im Congress-Centrum (als Züricher Showbühne), im Theater (Backstageszenen) und im Helios-Klinikum Szenen gedreht wurden.
Bei der im Film inszenierten Casting-Show „Second Chance“ treten als Moderatorin Arabella Kiesbauer und als Juroren Thomas Anders, Sabrina Setlur und Friedrich Liechtenstein als sie selbst auf.
Christiane Paul und Martin Feifel erhielten für ihre Darstellung jeweils eine Nominierung als „Beste Nebendarstellerin“ bzw. „Bester Nebendarsteller“ für den Deutschen Filmpreis 2017.

## Rezeption

### Kritiken
Das Lexikon des internationalen Films gibt dem Film 3 von 5 Sternen und schreibt: „Turbulente Komödie, die souverän mit einem musikalisch-klanglichen Konzept operiert. Aus dem Psycho-Zirkus familiär einschlägig vorbelasteter Extremfälle ragen die großartigen Schauspieler heraus, die ihren ganz eigenen Klang in den "Unglückssound" bringen, was das dysfunktionale Panoptikum zum Erlebnis werden lässt.“
Katja Nicodemus beschreibt den Film in Die Zeit als einen wahrhaftigen Film über eine verrückte Familie. Die Geschichte würde sich nicht zu einem Ganzen fügen, vielmehr gebe es ein „Kakophonie der Schauspielerstile“. So wechselten Komik, Klamauk, Tragik und Schmonzette, es gebe Schauspielermomente durchgeknallter Poesie. Hannelore Elsner könne ihr komisches Talent zeigen und spiele ihre Rolle der divenhaften Mutter zwischen Liebesbedürftigkeit und ausgeprägtem Egoismus beeindruckend. Die Kritikerin lobt das Schauspielensemble, der Film würde im Kopf bleiben. Denn er habe „die Chuzpe, genauso dysfunktional zu sein wie die Familie, um die er sich dreht“.